# Huszár József (nótaénekes)
Huszár József (Mogyoród, 1932. augusztus 30. – Budapest, 2018. augusztus 19.) magyar nótaénekes.

## Életpályája
Szerszámkészítőként az Óbudai Hajógyárban kezdett dolgozni. 1963-ban énektanulmányait S.Tordai Blanka énektanárnő énekiskolájában kezdte meg. 1966-ban operett vizsgát tett. Johann Strauss a Cigánybáró című operettjéből Barinkay belépőjét énekelte az operaház akkori neves muzsikusai előtt.
1969-ben volt az operavizsga ezen Gounod Faustjából Valentin imáját és Händel Xerxesének Largoját énekelte. 1970-ben 300 magyarnótából vizsgázott . A zsűri elnök László Imre előadóművész a Magyar Zeneszó című folyóirat és kiadóvállalat örökös tiszteletbeli elnöke volt. 300 magyarnóta közül választotta ki azt a 4 et amelyet énekelni kellett. A többi vizsgáztató is neves művész volt, többek közt az operaház fő korrepetitora, prím hegedűse, magánénekese.
1971-ben Műdal vizsga következett. Énekelte többek között Schubert: Varjú, Posta ;Mendelssohn: A dalnak lenge szárnyán; Beethowen :A csók. Ebben az évben volt az olasz dalvizsga is. Toselli szerenádja és di Capua O Solemio, mindkettő dal S.Tordai Blanka magyar szövegével.
1967-től önálló kisiparos. Mestervizsgái számát 5 re gyarapította. Mint szerszámkészítő kisiparos komoly szakmai sikereket ért el. Soproni Elzettnek, Budafoki papírgyárnak készített komoly szerszámokat. Ezért háttérbe szorult énekesi pályája. 15 év után 1988-ban újra folytatta S.Tordai Blanka ének iskolájában. Közben ezen tanulmányokkal párhuzamosan Lontay Rajner Lászlóné , Patyi néni és Gaál Gabriella egyengette színpadi pályafutását.
Önálló estje volt a Kispesti Vigadóban, Ferencvárosban, énekelt Szlovákiában is.
Rendszeresen hívták templomi esküvőkön énekelni. De a legnagyobb kihívást azt jelentette számára amikor 1991-ben a Szent István Bazilikában a lánya esküvőjén énekelt.
Énektanára és korrepetitora volt Tarnay Kiss László is, akivel együtt készült a rádió felvételére 1990-ben az MR felvételeket készített a 22-es stúdióban Imádság a magyarnóta címmel.
1996-ban az MTV is tévé felvételt készített vele. 2008-ban vonult vissza az énekléstől.